# 1016
1016 (MXVI) je bilo prestopno leto, ki se je po julijanskem koledarju začelo na nedeljo.

## Dogodki

### Evropa
- 10. marec - Japonska: cesar Sandžo abdicira v korist 8 letnega bratranca Go-Ičijoja, 68. japonskega cesarja po seznamu.
- 23. april - Angleški kralj Ethelred, ki se je po Svenovi smrti vrnil v Anglijo, da bi organiziral odpor proti Dancem, umre. Boj proti Svenovemu nasledniku Knutu nadaljuje Ethelredov sin Edmund II. Železnoboki.
- 1. julij - Guverner Ceute Ali ibn Hammud al-Nasir premaga Sulejmana ibn al-Hakama in prevzame oblast v Kordovskem kalifatu. Ker ni iz dinastije Omajadov, ima težave z legitimiranjem.
- 18. oktober - Bitka pri Assadunu: danski kralj vseh Angležev Knut Veliki premaga Edmunda II., a mu vseeno sporazumno prepusti dedno kraljevino  Wessex. Hkrati oba skleneta obojestransko dedno pogodbo.
- 30. november - Ker Edmund II. umre, po dedni pogodbi vsa Anglija pripade kralju Knutu.
- Pisanska in Genovska republika z združenimi močmi napadeta saracenske pirate na Sardiniji.
- Jaroslav Modri nasledi Vladimirja v Kijevu.
- Olaf II. Haraldsson zavaruje svoje pravice do norveškega prestola.
- Vojvodina Burgundija: Cerkev končno podeli francoskemu kralju Robertu II. naziv Vojvoda Burgundije po trinajstih letih zasedbe.
- Mezzogiorno: langobardski plemič Meles iz Barija se v boju proti bizantinski nadoblasti posluži pomoči normanskih najemnikov.
- Vojski Bizantinskega cesarstva in Kijevske Rusije z združenimi močmi uničita zadnje ostanke vladavine Hazarjev v stepah ob Črnem morju.

## Rojstva
- 3. april - cesar Xingzong, dinastija Liao († 1055)
- 9. junij - Deokdžong, korejski kralj dinastije Gorejo († 1034)
- 25. julij - Kazimir I. Obnovitelj, poljski kralj († 1058)

Neznan datum
- Abbad II. al-Mutadid, drugi emir Seviljske taife († 1069)
- Naropa, indijski budistični jogini († 1100)
- Garcija Sančez III., kralj Navarre († 1054)
- Edvard Pregnanec, angleški prestolonaslednik († 1057)

## Smrti
- 23. april - Ethelred, angleški kralj (* 968)
- 30. november - Edmund II., angleški kralj (* 998)

Neznan datum
- Sulejman ibn al-Hakam, kordobski kalif